# SN 2011aa
SN 2011aa – supernowa typu Ia odkryta 6 lutego 2011 roku w galaktyce UGC 3906. W momencie odkrycia miała maksymalną jasność 16,10m.